# ALI-uddannelse
En ALI-uddannelse er en uddannelse til enten advokat, læge eller ingeniør.
Uddannelserne har høj jobsikkerhed og en høj løn og er prestigefyldte blandt indvandrere og børn af indvandrere kan føle et socialt pres for et studievalg mod en ALI-uddannelse.
For 30 til 24-årige danskere med en fuldført lang videregående uddannelse ses at indvandrere og efterkommere har en større tendes til at have taget en uddannelse indenfor teknisk eller sundhedshedsvidenskab. Effekten er specielt stor for farmaci og lægemiddelvidenskab, samt tandlægeuddannelsen, men også i nogen grad for medicin-, elektronik og it- og erhversøkonomi-uddannelserne.